# Марк Овермарс
Марк Овермарс (хол. Marc Overmars; 29. март 1973) бивши је холандски фудбалер који тренутно ради као спортски директор Ајакса. Играо је на позицији крилног нападача и красиле су га брзина и добра фудбалска техника.
Рођен је у Емсту и још у раном детињству показао је љубав према фудбалу. Омладинску каријеру је започео у клубу СВ Епе, а наставио у клубу Го ахед иглс 1987. године. Три године касније улази у први тим клуба и у њему проводи једну сезону, а затим је потписао уговор са Вилемом  у којем је такође провео једну сезону одигравши 31 лигашку утакмицу. Године 1992. прелази у амстердамски Ајакс и у том тиму се истакао посебно због три освојене холандске лиге и Лиге шампиона 1995. године. У то време доживео је озбиљну повреду лигамената због које је морао да одсуствује са терена наредних осам месеци.
Године 1997. одлази у Арсенал где су мишљења о њему била подељена, једни су критиковали његову игру док су је други подржавали. Већ крајем прве сезоне играо је кључну улогу у освајању дупле круне са Арсеналом јер је постигао победоносни гол против Манчестер јунајтеда, којим је Арсенал освојио Премијер лигу, и постигао први гол против Њукасл јунајтеда у финалу ФА купа 1997. године. Након проведене три сезоне у лондонском клубу, потписује уговор са Барселоном за своту од 25 милиона фунти и тако је постао најскупљи холандски фудбалер икада. Није се много истицао у клубу због бројних промена тренера, али је успео да забележи 97 лигашких наступа и постигне 15 голова. Због повреде колена објавио је да завршава фудбалску каријеру, али се 2008. године вратио у свој матични клуб Го ахед иглс на једну сезону. Године 2012. постао је спортски директор Ајакса.
За репрезентацију Холандије дебитовао је против Турске 24. фебруара 1993. године, а на том мечу је постигао и свој први репрезентативни гол. Био је у саставу Холандије на два Светска првенства (1994. и 1998) и два Европска првенства (2000. и 2004).

## Детињство
Овермарс је рођен у градићу Емсту у холандској провинцији Гелдерланд и детињство је провео на породичној фарми на којој се узгајао кромпир, где је још као дечак редовно помагао родитељима и деди у вађењу и прикупљању кромпира у јесен.
Његов отац Бен је сматрао да је он трапав и да му је највеће интересовање било фудбал: „Силазећи на доручак низ степенице је увек држао фудбалску лопту на глави.” Више времена је проводио на фудбалском терену него у школи због чега је имао лоше оцене. Бен није знао да ли се Марк трудио да положи испите само да би му угодио. Као тинејџер, Овермарс је напорно тренирао и на тај начин постао бржи, а такође је сматрао и да је брзину наследио од мајке која својевремено није имала времена да се бави спортом.

## Каријера

### Почетак каријере
Омладинску каријеру започео је у локалном клубу СВ Епе. Са 14 година, 1987. године, придружио се Го ахед иглсима за које је касније одиграо и једну професионалну сезону, а након тога потписао уговор са Вилемом  за 500.000 холандских гулдена. где је одиграо 31 утакмицу и постигао један гол у лиги.

### Ајакс
Након једне проведене сезоне у Вилему II, Овермарс је у јулу 1992. године потписао уговор са Ајаксом. Тимови су се договорили око цене од 2,5 милиона гулдена, пошто је Ајаксова понуда од 1,5 милиона одбијена. Менаџер Луј ван Гал је описао Овермарса као „мултифункционалног играча”. Дебитовао је на утакмици против Дордрехта коју је Ајакс добио резултатом 3 : 0. Утакмица је одиграна 16. августа 1992. године. Први гол за Ајакс је постигао у гостима против РКЦ Валвејка, и то је био један до осам голова које је постигао те сезоне. Играчи су оштро уклизавали како би заустављали Овермарса, на шта је он изјавио да „не фолира, али да не би имао проблем да се супротстави противничким играчима”. Сезону 1992/93. Ајакс је завршио на трећем месту у лиги, упркос одличним партијама на крају сезоне, укључујући и меч против шампиона Фајенорда коме су дали пет голова. Проблем је био у лошим утакмицама против слабијих тимова. Изгубили су од Осера у четвртфиналу Купа УЕФА, а освојили су куп Холандије победом нам Херенвеном 6:2. Овермарс је у том финалу постигао два гола.
Ајакс је наредну сезону почео освајањем суперкупа победом над Фајенордом, а на том мечу Овермарс је постигао четврти гол за свој тим. Августа 1993. године, Овермарс је добио награду за холандског играча године од стране холандских новинара. Био је одушевљен током своје каријере и рекао да му је наступање за Ајакс остварење сна. Иако је одиграо исти број лигашких мечева као и прошле сезоне (34), дао је девет више голова. Голови које је постигао су били кључни у освајању лиге.
Овермарс је наставио са добром формом и у сезони 1994/95. Ајакс се одбранио титулу првака, а после и освојио Лигу шампиона победивши Милан у финалу. Постигао је погодак у полуфиналу против Бајерна. Био је незадовољан начином такмичења у Лиги шампиона и тиме што су у њој почели да се такмиче тимови који нису прваци лига у својим државама.
Кад сам га освојио са Ајаксом, учествовале су само екипе које су завршиле прве. Није више посебан. Мислим да је Лига шампиона само покретач онога што желе да раде у будућности, стварања европске лиге.— Марк Овермарс
 Његови ставови по питању европског фудбала су се прочули и до Енглеске где је постао тражен. Арсенал је показао интересовање за њега. На лето 1995. године коментарисало се о његовом преласку у Манчестер јунајтед, али је Овермарс рекао да жели да остане у Ајаксу још две сезоне.
Овермарс је у децембру 1995. године доживео повреду на мечу против Де Графсхапа тако што је покидао лигаменте на левом колену. Пропустио је остатак сезоне, па је саветовао челнике клуба да купе новог нападача што су они и учинили пошто су купили Питера Хекстру јануара 1996. године. Ајакс је другу сезону заредом играо у финалу Лиге шампиона али је овог пута бољи од њих у извођењу једанаестераца био Јувентус, али им је утеха била освајање треће узастопне титуле Ередивизије.
Увођење Босмановог правила 1995. године је лоше утицало на Ајакс. Неколико играча је напустило клуб, нису доведене адекватне замене за њих, а велики број уморних и повређених играча је стигло са Европског првенства које се одржало 1996. године. Власник Михаел ван Праг је одлучио да задржи Овермарса по сваку цену и објављено је да је потписао четворогодишњи уговор са клубом. Први меч након повреде Овермарс је одиграо против АЗ Алкмара 28. августа 1996. године. Сезона 1996/97. није била толико успешна за њега што се тиче постизања голова јер их је било само два, оба у лиги, а Ајакс је сезону завршио на 4. месту.

### Арсенал
Овермарс је потписао уговор са Арсеналом у јуну 1997. године за своту између 5 и 7 милиона фунти. Пошто је на снази био петогодишњи уговор, недељно би зарађивао 18.000 фунти. Енглески фудбал му се свидео и тада је сматрао да ће се добро снаћи и добро играти. Арсеналов тренер Арсен Венгер сматрао је да су најбоље играчке године пред њим и да је спреман да игра за велики клуб. Прокоментарисао је и Арсеналово неосвајање титуле сезоне 1996/97. Венгер је тако сматрао да ће долазак Овермарса повратити експанзивност у игру његовог тима-
Овермарс је дебитовао за Арсенал у првом колу Премијер лиге против Лидс јунајтеда 9. августа 1997. године; утакмица је завршена резултатом 1 : 1. У трећем колу против Саутхемптона је постигао свој први гол у дресу Арсенала. Арсенал се нашао на челу табеле након победе над Вест хем јунајтедом 24. септембра, а Овермарс је са два постигнута гола на тој утакмици ушао у сјајну форму. У наредним месецима није толико доприносио свом тиму што се огледало и у Арсеналовим резултатима; 13. децембра 1997. Арсенал је изгубио од Блекберн роверса и пао на 5. место. Каснија боља Овермарсова форма је резултирала и победама његовог тима. Арсенал је победио Лидс резултатом 2 : 1, а Овермарс је постигао оба гола. У то време Овермарса су доста критиковали навијачи и коментатори, али је Венгер стајао на његову страну изјавама да му је то прва сезона у Енглеској и да ће се његов квалитет тек видети. Такође је додао да је импресиван број голова које је постигао с обзиром на то да игра на позицији крила..
Арсенал је одиграо меч са Манчестер јунајтедом у време када су оба тима била у доброј форми. Меч на Олд Трафорду одигран је 14. марта 1998. Овермарс је постигао једини гол на мечу на асистенцију Анелке. Арсенал се победом приближио Јунајтеду на 6 поена разлике.
Ово је одличан резултат за нас, али Премијер лига се не осваја победом над Манчестер јунајтедом, морамо да победимо и остале клубове.
У априлу 1998. године, Арсенал је поново дошао на прво место на табели, а то је успео захваљујући победи над Евертоном и постигнута два гола Овермарса. Овермарс је играо битну улогу и у финалу ФА купа против Њукалс јунајтеда постигавши први гол за Арсенал. На тај начин је Арсенал освојио дуплу круну.
Читава Европа је мислила да је Овермарса убило оштећено колено, али у свакој важној утакмици коју смо имали ове сезоне постигао је гол. Има велику менталну снагу. Он је играч светске класе.— Арсен Венгер о Овермарсу након финала ФА купа.
Овермарс је добро почео сезону 1998/99. пошто је постигао гол у ФА черити шилду (Арсенал је победио Манчестер јунајтед на том мечу са 3 : 0) и у првом колу Премијер лиге (Арсенал је победио Нотингем Форест са 2 : 1). Освојивши Премијер лигу прошле сезоне, Арсенал је стекао право да наступа у Лиги шампиона текуће сезоне, али су такмичење завршили већ у групној фази. У мечу против Динама из Кијева Овермарс је доживео повреду. Фебруара 1999. године, у 5. колу ФА купа постигао је контроверзни гол против Шефилд јунајтеда када Нванкво Кану није видео да противнички играч прима медицинску помоћ и тако без одбране асистирао Овермарсу који је постигао лаган погодак. Арсен Венгер је желео да се утакмица одигра поново што је Фудбалска асоцијација прихватила, а Арсенал је поновљени меч добио истим резултатом, 2 : 1, а Овермарс је био стрелац првог гола. Ипак, Арсенал је у полуфиналу изгубио од Манчестер јунајтеда који су такође освојили титулу Премијер лиге те сезоне.
Дана 20. новембра 1999. Овермарс је постигао свој први хет-трик за Арсенал и то мечу који је Арсенал добио против Мидлсброа са 5 : 1. Лин Трас, новинарка Тајмса је написала како је Овермарс у врхунској форми и да се борио са свима који су покушавали да му одузму лопту. На мечу против Шефилд венздеја је повредио чланак, па је морао да паузира шест недеља. Као и претходне сезоне, и овога пута шампион Премијер лиге био је Манчестер јунајтед, али овога пута са много већом разликом у бодовима у односу на Арсенал иако је на почетку сезоне Овермарс истицао како Арсенал има јак тим као и други ривали, нарочито у нападу. Арсенал је сезону завршио на 2. месту, са осам победа у низу од марта до маја. У априлу 2000. године, Овермарс је сјајну игру на утакмици против Евертона крунисао победоносним поготком. Последњу утакмицу за Арсенал одиграо је у финалу Купа УЕФА коју је Арсенал изгубио резултатом 4 : 1.
Године 2008. Овермарса су навијачи изгласали као 12. најбољег играча клуба.

### Барселона
После Европска првенства 2000. Лацио и Барселона су показали интересовање за довођење Овермарса у њихов тим, а Барселона је доласком новог председника у клуб била ближа томе. Овермарс је изјавио да му је драго што је Барселона заинтересована за њега и да би сваки играч желео да игра у једном таквом клубу. Тадашњи председник Барселоне, Гаспарт је у јулу 2000. године отпутовао у Лондон на преговоре са Арсеналом око довођења Овермарса и Петија за 32 милиона фунти. Овермарсова цена је била 25 милиона и на тај начин је постао најскупљи холандски фудбалер. На његовом званичном веб-сајту је прво објављена информација о његовом трансферу. Вест о његовом трансферу је постала хит на интернету са преко 250.000 претрага. Овермарс је изјавио да је толико узбуђен да једва чека да одигра своју прву утакмицу.
За Барселону је дебитовао управо против бившег клуба, Арсенала, на Амстердамском турниру у августу 2000. године када је доживео повреду чланка. Прву такмичарску утакмицу одиграо је против Малаге 8. септембра 2000. Први гол за каталонски клуб постигао је на домаћем терену против Расинг Сантандера 23. септембра 2000. године тако што је предриблао голмана. Барселона је до фебруара 2001. године пружала не тако добре партије, па се говорило о одласку тадашњег тренера Ферера. Гаспарт се састао са Венгером желећи да он буде нови менаџер тима. Овермарс је веровао да ће Венгер отићи у Барселону и открио да се Барселона распитивала о њему. Овермарс је 3. фебруара 2001. године постигао последњи од седам голова против Атлетик Билбаоа, а његов наступ је El Mundo Deportivo оценио са 4/5 звездица.
Барселона је у двомечу полуфинала Купа УЕФА испала од Ливерпула у априлу 2001. На клупи Барселоне Серу Ферера је заменио Карлес Решак. Како је време одмицало Овермарс је постајао све опаснији играч, а упркос томе није био у стартној постави против Реал Ваљадолида, али када је ушао у игру постигао је гол и тако донео бод Барселони. Барселона је сезону завршила на 4. месту након тесне победе од 3:2 против Валенсије.
Барселона је другу сезону заредом завршила на 4. месту у лиги, па је због тога Емануел Пети отишао у Челси јер у Барселони није играо довољно. Овермарс је пропустио неколико утакмица за Барселону због повреде коју је зарадио у дресу репрезентације Холандије. У новембру 2001. године био је стрелац у Лиги шампиона против Ливерпула, а гол је касније описан као „један од најлепших тимских голова икада”. Пошто је у екипу стигао Хавијер Савиола, Решак је више комбиновао са Овермарсом и убацио Чавија у прву поставу. У Лиги шампиона против Галатасараја је два пута асистирао Савиоли за реми од 2:2. Тренер Галатасараја Мирчеа Луческу је изјавио да је Овермарс изванредан играч и да његов тим није имао решење како да га зауставе.
Почетком 2002. године се доста говорило о одласку Овермарса из Барселоне због његове мале минутаже у тиму, али је он касније изјавио да је задовољан у Барселони и да „је битно да тим побеђује” и „да приватни проблеми нису битни”. Био је део тима који је у Лиги шампиона изгубио оба меча полуфинала од Реал Мадрида. Луј ван Гал се у мају 2002. враито на место тренера Барселоне. Овермарс је једном приликом поводом тога изјавио да није сигуран да ли ће његов повратак бити добар по Барселону. На крају сезоне био је приморан да иде на операцију колена, па је одсуствовао са терена шест месеци.
Барселона је сезону 2002/03. почела веома лоше и као последица тога је била и лоша позиција на табели — скоро да су се нашли у зони испадања након пораза од Севиље у децемру 2002. Ван Гал, а касније и Гаспарт су напустили клуб. До краја сезону екипу је водио Радомир Антић. Антић је направио неколико тактичких измена у тиму — пребацио је Овермарса са позиције левог на десно крило. Овермарс је током меча Купа Шпаније против Терасе повредио бутни мишић што је проузроковало његово одсуство са терена до краја месеца. Френк Рајкард је на почетку сезоне 2003/04. дошао у клуб заједно са Жоаном Лапортом на месту председника кллуба. Барселона је у лиги завршила друга, а у Купу УЕФА у четвртој рунди, где их је елиминисао Селтик. Овермарс је завршио сезону са 31 наступом и три гола у свим такмичењима — два од та три гола је постигао у Купу Шпаније. El Mundo Deportivo је писао томе да су повреде те које нису дозволиле Овермарсу да учврсти своју позицију у тиму. У јулу 2004. године Овермарс је објавио да се повлачи из професионалног фудбала због повреде колена.

### Го ахед иглс
Јула 2008. Овермарс је играо на опроштајном мечу Јапа Стама. Након те утакмице добио је позив да се придружи неким клубовима и на тај начин врати професионалној каријери. У почетку је демантовао те информације, а у августу 2008. године се ипак придружио свом старом клубу, Го ахед иглсима. Одиграо је само једну сезону пошто су се проблеми са повредом колена наставили.

## Репрезентативна каријера
У репрезентацију Холандије први пут је позван на утакмици Квалификација за Светско првенство 1994. против Турске. Већ након пет минута је постигао свој први гол у дресу репрезентације. Утакмица је завршена резултатом 3:1 за Холандију, а Овермарс је изјавио да му је постигнут гол подигао самопоуздање. Дана 28. априла 1993. године Овермарс је изнудио једанаестерац за свој тим на утакмици против Енглеске, а Питер ван Восен је постигао гол који је донео бод Холанђанима.
Холандија се квалификовала за Светско првенство 1994. у новембру победом над Пољском, а главни јунак победе је био Денис Бергкамп са два постигнута гола. Селектор Дик Адвокат је на списак ставио Овермарса који је одиграо свих пет утакмица. На мечу осмине финала против Републике Ирске је асистирао Бергкампу за водећи гол свог тима. Ипак, Холандију је у четвртфиналу елиминисала репрезентација Бразила резултатом 3:2. Након утакмице Адвокат је похвалио Овермарсову партију и ангажовање на терену, првенствено због његове асистенције Арону Винтеру из корнера за други погодак Холандије. По завршетку Светског првенства проглашен је најбољим младим играчем првенства.
Постигао је хет-трик у октобру 1995. против Малте у Квалификацијама за Европско првенство 2008. Након утакмице Овермарс је изјавио да је задовољан својим учинком али да мора да настави да ради на техници. Није учествовао на самом првенству јер се опорављао од повреде лигамената колена. Медији су писали да је Овермарс недостајао Холандији на том првенству, конкретно на утакмици против Шкотске. Поново је за репрезентацију заиграо на Светском првенству 1998. против Велса. Иако је Овермарс веровао да му највише одговара позиција нападача, селектор Гус Хидинк га је поставио на место крила.
Овермарс је 1998. године отпутовао са Холандијом на Светско првенство 1998. у Француску. Пред почетак првенства на пријатељској утакмици против Парагваја постигао је два поготка. Постигао је гол против Јужне Кореје у групној фази првенства. Тај меч Холандија је добила са 5 : 0. Како је турнир одмицао, Овермарс је имао утисак да његова репрезентација игра све боље и да може да освоји Светско првенство. На тренингу пре меча против Аргентине доживео је повреду због које је морао да заврши првенство. Ипак је провео кратко време на терену, али због повреде није могао да настави турнир и игра у полуфиналу које је Холандија изгубила од Бразила након једанаестераца.
На Европском првенству 2000. доживео је благу упалу мишића бутине, али је ипак ушао са клупе на утакмици против Чешке Републике и постигао гол из пенала у 89. минуту — једини на утакмици. У четвртфиналу Холандија је убедљивим резултатом 6 : 1 победила Југославију, а Овермарс је два пута био стрелац. Ипак, Холандију је у полуфиналу у походу на европску титулу зауставила Италија након бољег извођења једанаестераца. Квалификације за Светско првенство 2002. су прошле лоше по Холандију пошто репрезентација није успела да се квалификује за финални турнир, а на њима је Овермарс забележио осам наступа.
Након годину дана паузе због повреде, вратио се у састав репрезентације на утакмици против Португалије. Два месеца касније ушао је у игру са клупе против Белорусије у Квалификацијама за Европско првенство 2004. и на том мечу је постигао први гол. Играо је и на завршници турнира у Португалији. Дик Адвокат га је саветовао да не тренира превише како не би префорсирао своје тело. Био је у стартној постави на три утакмице, а последњи меч у дресу репрезентације је одиграо у полуфиналу против Португалије када је Холандија изгубила са 2 : 1. Овермарс је укупно одиграо 86 утакмица за репрезентацију Холандије и постигао 17 голова.

## Стил игре
Овермарс је су описивали као „архетипског крила” коме су преглед игре, дриблинг и брзина омогућавали да често постиже али и асистира за гол. Због своје брзине добио је надимке „ТЖВ” и „Птица тркачица”. Пети је као његове адуте истакао обилажење одбрамбеног играча који га чува и могућност да из празног простора упути центаршут. Бивши фудбалер Гари Невил је изјавио да је Овермарс био најбољи крилни играч против кога је играо док је наступао за Манчестер јунајтед Један од разлога за то је што је Овермарс могао да игра и као лево и као десно крило.
Уз таленат и квалитетну игру, Овермарсову каријеру су пратиле и многобројне повреде.

## Након фудбала
У фебруару 2005. године Овермарс је постао сувласник Го ахед иглса, а два месеца касније се придружио надзорном одбору клуба. Власник Ханс де Врум изразио је задовољство изјавивши да је више него задовољан Овермарсовим доласком.
Постао је тренер омладинске школе Ајакса 2011. године. На крају сезоне 2011/12. напустио је Го ахед иглсе.
У јулу 2012. године Овермарс је постао спортски директор Ајакса.

## Приватни живот
Овермарс се у мају 2013. године оженио са дугогодишњом партнерком Хантал ван Вунсел са којом има два сина Френкија и Ника који се такође баве фудбалом. Сувласник је једног ресторана у пребивалишту Епеу. Такође је власник породичне компаније Overmars Vastgoed bv. Такође са оцем и братом држи сервис за поправку аутомобила који се зове Overmars Classic Cars.

## Статистика каријере

### Клупска
| Клуб              | Сезона            | Лига              | Лига     | Лига   | Куп1     | Куп1   | Европа   | Европа | Укупно   | Укупно |
| Клуб              | Сезона            | Дивизија          | Утакмице | Голови | Утакмице | Голови | Утакмице | Голови | Утакмице | Голови |
| ----------------- | ----------------- | ----------------- | -------- | ------ | -------- | ------ | -------- | ------ | -------- | ------ |
| Го ахед иглс      | 1990/91.          | Ерсте дивизија    | 11       | 1      | 0        | 0      | 0        | 0      | 11       | 1      |
| Вилем II            | 1991/92.          | Ередивизија       | 31       | 1      | 0        | 0      | 0        | 0      | 31       | 1      |
| Ајакс             | 1992/93.          | Ередивизија       | 34       | 3      | 5        | 4      | 8        | 1      | 47       | 8      |
| Ајакс             | 1993/94.          | Ередивизија       | 34       | 12     | 4        | 0      | 5        | 0      | 43       | 12     |
| Ајакс             | 1994/95.          | Ередивизија       | 28       | 8      | 3        | 0      | 11       | 1      | 42       | 9      |
| Ајакс             | 1995/96.          | Ередивизија       | 15       | 11     | 0        | 0      | 6        | 2      | 21       | 13     |
| Ајакс             | 1996/97.          | Ередивизија       | 25       | 2      | 1        | 0      | 10       | 0      | 36       | 2      |
| Арсенал           | 1997/98.          | Премијер лига     | 32       | 12     | 12       | 4      | 2        | 0      | 46       | 16     |
| Арсенал           | 1998/99.          | Премијер лига     | 37       | 6      | 7        | 5      | 4        | 1      | 48       | 12     |
| Арсенал           | 1999/00.          | Премијер лига     | 31       | 7      | 2        | 1      | 14       | 5      | 47       | 13     |
| Барселона         | 2000/01.          | Ла лига           | 31       | 8      | 5        | 0      | 10       | 0      | 46       | 8      |
| Барселона         | 2001/02.          | Ла лига           | 20       | 0      | 1        | 0      | 11       | 1      | 32       | 1      |
| Барселона         | 2002/03.          | Ла лига           | 26       | 6      | 0        | 0      | 6        | 1      | 32       | 7      |
| Барселона         | 2003/04.          | Ла лига           | 20       | 1      | 3        | 2      | 8        | 0      | 31       | 3      |
| Го ахед иглс      | 2008/09.          | Ерсте дивизија    | 24       | 0      | 0        | 0      | 0        | 0      | 24       | 0      |
| Укупно у каријери | Укупно у каријери | Укупно у каријери | 399      | 78     | 43       | 15     | 95       | 12     | 537      | 106    |

1Укључује купове: Куп Холандије, Енглески Лига куп, ФА куп, Куп Краља и Суперкуп Шпаније. Нису укључени подаци из купова Суперкуп Холандије, ФА Комјунити шилд и Куп Каталоније.

### Репрезентативна
| Холандија | Холандија | Холандија |
| Година    | Утакмице  | Голови    |
| --------- | --------- | --------- |
| 1993.     | 7         | 1         |
| 1994.     | 14        | 1         |
| 1995.     | 8         | 4         |
| 1996.     | 2         | 0         |
| 1997.     | 4         | 0         |
| 1998.     | 14        | 4         |
| 1999.     | 3         | 0         |
| 2000.     | 10        | 4         |
| 2001.     | 8         | 1         |
| 2002.     | 2         | 0         |
| 2003.     | 8         | 1         |
| 2004.     | 6         | 1         |
| Укупно    | 86        | 17        |

### Голови за репрезентацију
| #   | Датум              | Стадион                           | Противник     | Резултат | Такмичење                 | Реф.            |
| --- | ------------------ | --------------------------------- | ------------- | -------- | ------------------------- | --------------- |
| 1.  | 24. фебруар 1993.  | Стадион Галденвард, Утрехт        | Турска        | 3 : 1    | Квалификације за СП 1994. | [ 157 ] [ 158 ] |
| 2.  | 12. јун 1994.      | Стадион Варсити, Торонто          | Канада        | 3 : 0    | Пријатељска утакмица      | [ 159 ]         |
| 3.  | 11. октобар 1995.  | Стадион Та’Кали, Та’Кали          | Малта         | 4 : 0    | Квалификације за ЕП 1996. | [ 160 ]         |
| 4.  | 11. октобар 1995.  | Стадион Та’Кали, Та’Кали          | Малта         | 4 : 0    | Квалификације за ЕП 1996. | [ 160 ]         |
| 5.  | 11. октобар 1995.  | Стадион Та’Кали, Та’Кали          | Малта         | 4 : 0    | Квалификације за ЕП 1996. | [ 160 ]         |
| 6.  | 15. новембар 1995. | Де Којп, Ротердам                 | Норвешка      | 3 : 0    | Квалификације за ЕП 1996. | [ 160 ]         |
| 7.  | 1. јун 1998.       | Филипс стадион, Ајндховен         | Парагвај      | 5 : 1    | Пријатељска утакмица      | [ 161 ]         |
| 8.  | 1. јун 1998.       | Филипс стадион, Ајндховен         | Парагвај      | 5 : 1    | Пријатељска утакмица      | [ 161 ]         |
| 9.  | 5. јун 1998.       | Амстердам арена, Амстердам        | Нигерија      | 5 : 1    | Пријатељска утакмица      | [ 161 ]         |
| 10. | 20. јун 1998.      | Стадион Велодром, Марсељ          | Јужна Кореја  | 5 : 0    | Светско првенство 1998.   | [ 123 ]         |
| 11. | 27. мај 2000.      | Амстердам арена, Амстердам        | Румунија      | 2 : 1    | Пријатељска утакмица      | [ 162 ]         |
| 12. | 25. јун 2000.      | Де Којп, Ротердам                 | Југославија   | 6 : 1    | Европско првенство 2000.  | [ 131 ]         |
| 13. | 25. јун 2000.      | Де Којп, Ротердам                 | Југославија   | 6 : 1    | Европско првенство 2000.  | [ 131 ]         |
| 14. | 7. октобар 2000.   | Стадион ГСП, Никозија             | Кипар         | 4 : 0    | Квалификације за СП 2002. | [ 163 ]         |
| 15. | 25. април 2001.    | Филипс стадион, Ајндховен         | Кипар         | 4 : 0    | Квалификације за СП 2002. | [ 164 ]         |
| 16. | 7. јун 2003.       | Стадион Динамо, Минск             | Белорусија    | 2 : 0    | Квалификације за ЕП 2004. | [ 165 ]         |
| 17. | 1. јун 2004.       | Олимпијски стадион Понтез, Лозана | Фарска Острва | 3 : 0    | Пријатељска утакмица      | [ 166 ]         |

## Успеси
Ајакс
- Ередивизија: 1993/94, 1994/95, 1995/96.[167]
- Куп Холандије: 1992/93.[12]
- Суперкуп Холандије: 1993.[13]
- УЕФА Лига шампиона: 1994/95.[167]
- Интерконтинентални куп: 1995.[167]

Арсенал
- Премијер лига: 1997/98.[168]
- ФА куп: 1997/98.[167]
- ФА Черити шилд: 1998.[167]

Индивидуални
- Холандски фудбалски таленат године: 1992.[169]
- Холандски играч године: 1993.[14]
- ФИФА најбољи млади играч године: 1994.[114]
- Играч године Ајакса: 1996.